# HD206028
HD206028 — хімічно пекулярна зоря спектрального класу A0, що має видиму зоряну величину в смузі V приблизно  7,9.
Вона  розташована на відстані близько 3624,0 світлових років від Сонця.

## Пекулярний хімічний склад
Зоряна атмосфера HD206028 має підвищений вміст 
Si
.